# Armensko pokopališče v Julfi
Armensko pokopališče v Julfi (armensko Ջուղայի գերեզմանատուն, latinizirano: Džughaji gerezmanatun) je bilo grobišče v bližini mesta Julfa (v armenščini znano kot Jugha) v azerbajdžanski eksklavi Nahičevan, na katerem bilo prvotno okoli 10.000 nagrobnih spomenikov. Nagrobnike je v glavnem sestavljalo tisoč hačkarjev – enkratno izklesanih kamnitih križev, ki so značilni za srednjeveško krščansko umetnost Armenije. Konec 1990-ih, ko je azerbajdžanska vlada začela s sistematičnim uničevanjem spomenikov, je pokopališče še obstajalo.
Tako armenske kot mednarodne organizacije so vložile več pritožb, ki so azerbajdžansko vlado obsodile in jo pozvale, naj s tem preneha. Leta 2006 je Azerbajdžan članom Evropskega parlamenta prepovedal preiskovati trditve. jih obtožil »pristranskosti in histerije« in izjavil, da bo delegacijo sprejel le, če bo obiskala tudi ozemlje, ki so ga zasedli Armenci. Spomladi 2006 je novinar Inštituta za poročanje o vojni in miru po obisku na območju poročal, da o pokopališču ni nobenih vidnih sledi. Istega leta so iz Irana posnete fotografije pokazale, da so pokopališče spremenili v vojaško strelišče. Uničenje pokopališča so armenski viri in nekateri nearmenski viri obsežno opisali kot kulturni genocid.
Ob primerjavi satelitskih fotografij Julfe, posnetih v letih 2003 in 2009, je decembra 2010 ameriško Združenje za napredek znanosti prišlo do zaključka, da so pokopališče porušili in zasuli.

## Zgodovina
Nahičevan je eksklava, ki pripada Azerbajdžanu. Armensko ozemlje ga ločuje od ostalega Azerbajdžana. Eksklava meji tudi na Turčijo in Iran. Julfa leži ob reki Aras, v zgodovinski provinci Sjunik v osrčju armenske planote. V poznem srednjeveškem obdobju je postopoma zrasla iz vasi v mesto. V 16. stoletju se je ponašala z 20.000–40.000 Armenci, ki so se večinoma ukvarjali s trgovino in obrtjo. Najstarejše hačkarje na pokopališču v Julfi so datirali v obdobje med 9. in 10. stoletjem, vendar se je njihova izdelava nagrobnikov, pa tudi drugih dovršenih okrasov, nadaljevala do leta 1605, ko je šah Abas I. iz Safavidske Perzije ukazal politiko požgane zemlje in mesto dal uničiti, vse njegove prebivalce pa razseliti.
Armenci so poleg tisočev hačkarjev postavili tudi številne nagrobnike v obliki ovnov, ki so jih krasili prepleteni krščanski motivi in gravure. Ko je francoski popotnik Alexander de Rhodes leta 1648 obiskal Julfo, naj bi na pokopališču še stalo 10.000 dobro ohranjenih hačkarjev. Odtlej so jih pa veliko uničili, tako da so jih 1903–1904 našteli le 5000. 
Škotski umetnik in popotnik Robert Ker Porter je pokopališče v svoji knjigi iz leta 1821 opisal takole:
»... prostrano, povišano in gosto zasedeno zemljišče. Trije precej veliki griči precejšnje; vsi so posejani kot le mogoče tesno z visokimi pokončnimi kamni, med njimi je le za stopalo presledka; nekateri so visoki tudi osem ali deset metrov; med njimi je komaj najti kak kamen, ki poleg imen pokojnih ne bi bil bogato in marljivo izklesan z različnimi liki v obliki križev, svetnikov, kerubinov, ptic, zveri itd. Najbolj veličastni grobovi imajo namesto ploščatega kamna za vznožje grobo izklesan lik ovna. Nekateri imajo zgolj navadno obliko; spet drugim krasijo čudovite figure in rezbarije...«
Vazken S. Gugasian je v Encyclopædia Iranica zapisal, da je pokopališče »do konca 20. stoletja bilo najbolj očitna materialna priča za slavno armensko preteklost Julfe.«

## Uničenje

### Ozadje
Armenija je azerbajdžansko vlado zaradi uničenja hačkarjev v mestu Julfa prvič obtožila leta 1998. Nekaj let pred tem je Armenija podprla Armence v Gorskem Karabahu v prvi vojni za neodvisnost enklave. Vojna se je končala leta 1994, ko sta Armenija in Azerbajdžan podpisala premirje. Armenci iz Gorskega Karabaha so ustanovili Gorskokarabaško republiko, mednarodno nepriznano, a dejansko neodvisno državo. Po koncu vojne  je v Azerbajdžanu raslo sovraštvo do Armencev. Sarah Pickman, ki piše v Arheologiji, je poudarila, da je izguba Gorskega Karabaha za Azerbajdžan »igrala vlogo pri poskusu izkoreniniti zgodovino armenske prisotnosti v Nahičevanu.«
Leta 1998 je Azerbajdžan zavrnil trditve Armenije, da uničuje hačkarje. Arpiar Petrosjan, član organizacije Armenska arhitektura v Iranu, je sprva vztrajal na zahtevah, potem ko je bil priča uničevanja in posnel buldožerje, ko so podirali spomenike.
Hasan Zejnalov, stalni predstavnik Nahičevanske avtonomne republike (NAR) v Bakuju, je izjavil, da je armenski očitek »spet ena umazana laž Armencev več«. Azerbajdžanska vlada se na obtožbe ni odzvala neposredno, je pa izjavila, da »vandalizem ni v duhu Azerbajdžana«. Armenske trditve so sprožile mednarodni nadzor, ki je po besedah armenskega ministra za kulturo Gagika Gjurdžiana pomagal začasno ustaviti uničenje.
Armenski arheologi in strokovnjaki za hačkarje v Nahičevanu so poročali, da so ob prvem obisku leta 1987, to je pred razpadom Sovjetske zveze, spomeniki bili nedotaknjeni, v regiji pa je bilo mogoče najti številne kulturne dobrine, do »27.000 samostanov, cerkva, hačkarjev, nagrobnikov «. Do leta 1998 se je število hačkarjev padlo na 2700. Na starem pokopališču Julfa, ki je po podatkih strokovnjakov imelo do 10.000 teh izrezljanih nagrobnih spomenikov, jih je po izbruhu vandalizma leta 2002 bilo samo še kakih 2000.

### Ponovne pritožbe leta 2003
Leta 2003 je Armenija ponovno protestirala, ker naj bi Azerbajdžan znova začel uničevati spomenike. 4. decembra 2002 so se armenski zgodovinarji in arheologi sestali in vložili uradno pritožbo ter pozvali mednarodne organizacije, da naj raziščejo njihove trditve. Priče tekočega rušenja govorijo o organiziranem posegu. Decembra 2005 so armenski škof iz Tabriza Nšan Topuzian in drugi iranski Armenci dokumentirali več video dokazov čez reko Aras, po kateri delno teče meja med Nahičevanom in Iranom; na posnetkih je videti, kako azerbajdžanska vojska s kladivi in sekirami uničuje preostale hačkarje.

## Mednarodni odziv
Azerbajdžanska vlada je po razkritju doživela vrsto obsodb. Ko sozahteve prvič predstavili leta 1998, je Organizacija Združenih narodov za izobraževanje, znanost in kulturo (UNESCO) zahtevala, da se z uničevanjem spomenikov v Julfi neha. Pritožbe so sprožile tudi podobne prošnje Mednarodnemu svetu za spomenike in znamenitosti (ICOMOS), da tem aktivnostim naredi konec.

## Kritika mednarodne reakcije
Armenski novinar Hajkaram Nahapetjan je uničenje pokopališča primerjal z opustošenjem, ki so ga za sabo pustili ISIS (Palmira)in talibani (Bude iz Bamijana). Kritiziral je tudi odziv mednarodne skupnosti na uničenje pokopališča v Julfi. Simon Magakjan je opozoril, da je Zahod obsodil talibansko uničenje Bud in islamistično uničenje svetišč v Timbuktuju med konfliktom v Severnem Maliju leta 2012, ker »je pri kršiteljih kulturnih pravic v obeh primerih šlo za protizahodne skupine, povezane z Al Kaido, in da so zgleda zato edine zaslužile močno obsodbo zahoda.« Dodal je, »Zakaj pa je Zahod bil popolnoma tiho, ko je Azerbajdžan, pomemben dobavitelj energije in kupec orožja z Zahoda, popolnoma uničil največje srednjeveško armensko pokopališče?«

## Preostali hačkarji
- ok. 1576
- ok. 1602
- 16. stoletje
- 16. stoletje
- ok. 1602

### Replike
- V samostanu Geghard
- pri Geghardu
- pri Geghardu
- v cerkvi sv. Janeza Krstnika v Erevanu
- v cerkvi sv. Janeza v Erevanu
- v cerkvi sv. Janeza v Erevanu

#### Fotogalerije
- Delni pogledi na pokopališče Jugha, fotogalerija Raziskave armenske arhitekture
- , Argam Ayvazyan digitalni arhiv na strani projekta Julfa

#### Dokumentarni filmi
- Julfa organizacije za raziskave armenske arhitekture
- Nove solze Araksa
- 1. del uničenja, ujetega na video posnetku

#### Satelitski posnetki
- Satelitske slike, ki jih je dalo na voljo Ameriško združenje za napredek znanosti.